# Vražda Chrise Kylea a Chada Littlefielda
Vražda Chrise Kylea a Chada Littlefielda se stala 2. února 2013 na střelnici poblíž Chalk Mountain v Texasu. Došlo zde k vraždě 38letého vojáka Navy SEALs Chrise Kylea a jeho 35letého kamaráda Chada Littlefielda bývalým 25letým mariňákem Eddiem Rayem Routhem. Případ na sebe upoutal pozornost hlavně kvůli Kyleově slávě. Ten byl autorem nejprodávanější autobiografie Americký sniper, která vyšla v roce 2012. Filmová adaptace knihy se stejnojmenným názvem Americký sniper, kterou režíroval Clint Eastwood, vyšla o dva roky později.

## Vražda
Po odchodu z armády začal Chris Kyle pracovat s veterány. Routhova matka, která pracovala ve škole, jež navštěvovaly Kyleovy děti, slyšela o jeho práci. Požádala ho, zda by nemohl pomoct jejímu synovi. Kyle souhlasil s Routhovým příjetím a později ho vzal na střelnici, o které si myslel, že má na veterány dobré terapeutické účinky.
Dne 2. února 2013 byl Kyle a jeho kamarád Chad Littlefield zastřeleni Eddiem Rayem Routhem na střelnici Rough Creek Ranch-Lodge-Resort v Erath County. Když byli Kyle a Littlefield zastřeleni, oba byli vyzbrojeni pistolemi M1911 ráže .45. Nicméně ani jedna z pistolí nebyla odjištěna. Kyle byl zabit pistolí ráže .45 a Littlefield byl zastřelen pistolí P226 MK25 ráže 9 mm. Obě zbraně patřily Kyleovi.
Routh byl 25letý americký veterán pocházející z Lancasteru. Kyle a Littlefield údajně vzali Routha na střelnici, aby mu pomohli s jeho posttraumatickou stresovou poruchou. Routh byl předtím nejméně dva roky v psychiatrických léčebnách a byla mu dokonce diagnostikována i schizofrenie. Jeho rodina potvrdila, že PTSD trpěl kvůli jeho času v armádě. Na cestě ke střelnici poslal Kyle Littlefieldovi textovou zprávu: „Tenhle týpek je fakt blázen.“ Littlefield mu odpověděl: „Hlídej mi šestku.“, militantní slang pro „Hlídej mi záda.“ O čtyři měsíce později, když byl Routh ve vězení, řekl bývalému šerifu Erath County Genu Coleovi: „Jenom jsem seděl na zadním sedadle pick-upu a nikdo se mnou nemluvil. Oni mě jenom brali na střelnici, tak jsem je zastřelil. Cítím se špatně, ale oni se mnou nemluvili. Jsem si jistý, že mi odpustili.“
Po vraždě se vydal Routh do domu své sestry, který se nachází v Midlothianu. Pověděl jí, co udělal. Jeho sestra, Laura Blevins, hned zavolala 9-1-1 a řekla operátorovi: „Oni šli na střelnici... jako, že je blázen. On je... psychotický.“ Policie chytla Routha po krátké honičce. Ta skončila srážkou Kyleova pick-upu Ford F-350, za jehož volantem seděl Routh, a policejního vozu.

## Eddie Ray Routh
Eddie Ray Routh se narodil 30. září 1987 v Lancasteru v Texasu manželům Raymondu a Jodid Routhovým. Má starší sestru, která se jmenuje Laura Blevins. K mariňákům se chtěl přidat od svých třináctých let a udělal tak po střední škole. V září 2007 byl vyslán na misi do Bagdádu, kde pracoval jako vězeňský dozorce a opravoval zbraně. V lednu 2010 byl poslán na humanitární misi do Haiti. V červenci 2011, po sedmi letech služeb u mariňáku, byl čestně propuštěn.
Koncem července roku 2011 mu byla diagnostikována posttraumatická stresová porucha a byla mu předepsána antipsychotika a antidepresiva. Trpěl sluchovými halucinacemi a paranoiu a hrozil sebevraždou. Lékaři věřili, že Routhovi příznaky jsou způsobeny užíváním alkoholu a nabídli mu hospitalizaci. Ten ji avšak odmítl a přestal brát léky.

## Soudní řízení
Routh byl obžalován dne 2. února 2013 ze dvou vražd, s připadaným odsouzením k trestu smrti, a převezen do věznice Erath County. Soud měl být zahájen 5. května 2014, avšak byl odložen kvůli nedostatku času s testováním DNA. Soudní řízení začalo 11. února 2015.
Routhovi advokáti tvrdili, že v době vraždy byl blázen. Soudní psycholog Randall Price měl podezření, že Routh předstíral schizofrenii. Řekl, že ve skutečnosti měl paranoidní poruchu osobnosti zhoršenou užíváním drog. Také uvedl, že Routhovy psychotické příznaky mohly být příčinami používání marihuany a alkoholu. Avšak doktor Michael Arambula tvrdil opak. Nevěřil tomu, že byl Routh schizofrenik, a že v čase vraždy byl opilý.
Dne 24. února 2015 byl Eddie Routh shledán vinným z vraždy Chrise Kylea a Chada Littlefielda. Porota vynesla verdikt po méně než třech hodinách jejich jednání. Vzhledem k tomu, že se státní zástupci předem dohodli o nevyužití trestu smrti, soudce Jason Cashon okamžitě odsoudil Routha k doživotnímu trestu bez možnosti podmíněného propuštění. Routh je vězněn v texaské mužské věznici Louis C. Powledge Unit poblíž města Palestine.

## Pohřby
Zádušní mše byla pro Kylea sloužena na stadionu Cowboys Stadium ve městě Arlington dne 11. února 2013. Po pohřebním průvodu, který vedl z města Midlothian do Austinu a urazil vzdálenost 320 km, byl 12. února 2013 zpopelněn v texaském krematoriu Texas State Cemetery. Stovky lidí lemovaly s americkými vlajkami mezistátní silnici Interstate 35, aby viděly průvod a mohly vzdát Kyleovi hold.
Littlefieldův pohřeb proběhl 8. února 2013 v kostele First Baptist Church ve městě Midlothian. Zpopelněn byl v krematoriu na hřbitově Mount Zion.